# Neocardotia subnigra
Neocardotia subnigra là một loài rêu trong họ Pottiaceae. Loài này được (Mitt.) Thér. & E.B. Bartram mô tả khoa học đầu tiên năm 1931.